# Fjodor Kudrjasjov
Fjodor Vasiljevitj Kudrjasjov (ryska: Фёдор Васильевич Кудряшов), född 5 april 1987 i Irkutsk oblast, är en rysk före detta fotbollsspelare. Han representerade under sin karriär Rysslands fotbollslandslag.